# Джорджо Родоканаккі
Джорджо Родоканаккі (італ. Giorgio Rodocanacchi) - італійський морський офіцер.
Ніс службу у Королівських військово-морських силах Італії під час Другої світової війни. 

## Життєпис
Джорджо Родоканаккі народився 2 жовтня 1897 року в Сан-Мініато, Тоскана. У вересні 191 року вступив у Військово-морську академію в Ліворно, яку закінчив у 1916 році, отримавши звання гардемарина. Брав участь у Першій світовій війні, несучи службу на лінкорах «Андреа Доріа» і потім «Джуліо Чезаре».
У 1928 році отримав звання капітана III рангу, у 1934 - капітана II рангу. З 1936 по 1937 рік ніс службу у Військово-морському командуванні в Тобруці, потім на базі Ла-Маддалена, пізніше заступником начальника генерального штабу Військово-морського округу в Таранто.
У травні 1940 року Джорджо Родоканаккі отримав звання капітана I рангу, у травні 1941 року призначений командиром крейсера «Альберіко да Барбіано».
12 грудня 1941 року з Італії в Північну Африку вирушив конвой у складі крейсерів «Альберіко да Барбіано», Альберто да Джуссано» і міноносця «Чіньйо», які мали доставити паливо і боєприпаси. З'єднанням командував контрадмірал Антоніно Тоскано, який тримав прапор на крейсері «Альберіко да Барбіано».
Адмірал Каннінгем відправив 11 грудня на перехоплення флотилію есмінців (британські «Сикх» , «Маорі», «Ліджен» та голландський «Ісаак Свірз»). Есмінці здійснювали перехід з Гібралтару в Александрію і можливості перехоплення італійського конвою були мінімальними. За розрахунками, навіть попри збільшення швидкості, британські кораблі не встигали наздогнати італійський конвой. Але командування італійського флоту віддало наказ крейсерам повертатись у випадку, якщо конвой буде помічений літаками-розвідниками.
Коли конвой був помічений британським розвідником, кораблі повернули назад. Флотилії зустрілись біля мису Бон. Бій розпочався близько 03:25 ночі і тривав 2 хвилини. В італійські крейсери влучило декілька торпед. Бензин, розміщений у бочках на палубах, загорівся, і незабаром «Альберто да Джуссано» та «Альберіко да Барбіано» затонули. Загалом загинуло понад 900 осіб, в тому числі контрадмірал Антоніно Тоскано та весь його штаб, а також капітан крейсера Джорджо Родоканаккі.
Джорджо Родоканаккі і Антоніно Тоскано посмертно були нагороджені Золотою медаллю «За військову доблесть».

## Нагороди
- Золота медаль «За військову доблесть»

## Вшанування
На честь Джорджо Родоканаккі планувалось назвати один з есмінців типу «Команданті Медальє д'Оро», але будівництво не було завершене.